# Euxoa cochranis
Euxoa cochranis är en fjärilsart som beskrevs av Riley 1868. Euxoa cochranis ingår i släktet Euxoa och familjen nattflyn. Inga underarter finns listade i Catalogue of Life.